# Амазонски крокодил
Амазонският (оринокски) крокодил (Crocodylus intermedius) е вид крокодил, обитаващ големите реки на Южна Америка, най-вече Амазонка, Ориноко и техните притоци.
Ареалът му обхваща Бразилия, Гаяна, Суринам, Венецуела, Колумбия, Перу, Боливия, Еквадор, Френска Гвиана и Парагвай.

## Размери
Амазонският крокодил е сред най-едрите крокодили в света. Достига дължина между 6 и 6,5 m и тегло 800 кг. За рекорден представител на вида се счита уловеният в Еквадор крокодил, дълъг 7,8 m и крокодил от Гаяна с дължина 7,5 m и тегло 1027 кг. За най-едри се считат амазонските крокодили от басейна на Амазонка, Венецуела, Гаяна и Пантанал.

## Биология и размножаване
Амазонският крокодил е едър вид и затова освен с риби и птици, се храни и с едри животни като елени, тапири, глигани, капибари, големи хищници от семейство котки (пуми, ягуари), а в Амазонка и Ориноко - и с акули и делфини, а също и с маймуни, броненосци, змии и др. Напада и хора, като е сред животните в Южна Америка, взимащо най-много жертви. Въпреки че и той е преследван от бракониери и числеността му е намаляла, популацията му е по-стабилна от тази на други видове, тъй като обитава обширен ареал в една слабо населена област, каквато е Амазония.
След оплождането женската снася между 30 и 80 яйца, от които се излюпват малките 3 месеца по-късно. През това време майката ревностно пази гнездото. Подобно на всички други крокодили и при амазонския женската пренася рожбите си в уста до водата. Някои от тях стават жертви на хищници, но растат бързо, за да стигнат големи размери.
Този вид живее доста дълго – често над 90 години, а понякога и до 110.